# Masakazu Suzuki
Masakazu Suzuki (japanisch 鈴木 政一 Suzuki Masakazu; * 1. Januar 1955 in der Präfektur Yamanashi) ist ein ehemaliger japanischer Fußballspieler.

## Karriere
Suzuki erlernte das Fußballspielen in der Schulmannschaft der Isawa High School und der Universitätsmannschaft der Nippon Sport Science University. Seinen ersten Vertrag unterschrieb er 1977 bei den Yamaha Motors. 1982 gewann er mit dem Verein den Kaiserpokal. Für den Verein absolvierte er 36 Erstligaspiele. Ende 1982 beendete er seine Karriere als Fußballspieler.

## Erfolge
Yamaha Motors
- Kaiserpokal

Sieger: 1982